# Полищук, Всеволод Сергеевич
Все́волод Серге́евич Полищу́к (род. 19 июля 1980, Москва) — российский телеведущий, радио-диджей, актёр театра и кино. Официальный голос телеканала «ТНТ» и радиостанции Like FM.

## Биография
Всеволод Полищук родился 19 июля 1980 года в Москве. Отец был доктором наук, мать — старшим экономистом МАИ.
Учился в школе № 80, окончил ДМШ № 49 по классу фортепиано.
В 1989 поступил в академию мюзикла для особо одарённых детей «Сад искусств» Владислава Дружинина.
В 1990 принял участие в спектакле «Гамлет» театра Ленком.
С 1991 по 1993 год был солистом группы «Непоседы», в составе которой стал лауреатом телевизионного конкурса «Утренняя звезда». Далее начал сольную карьеру исполнителя. В 1995 выпустил пластинку «До свидания, Дания!». Победитель эстрадного конкурса «Золотой Диск» в Болгарии.
Вёл программу «Там-там новости» на РТР, рубрику «Школьные новости» в программе «Доброе утро» на ОРТ. Был журналистом издательства «Юнпресс», ведущим серии телевизионных концертов «Дети детям» в Большом цирке на проспекте Вернадского.
В 1997 году снялся в фильме Игоря Апасяна «Вино из одуванчиков».
Окончил ГМУ им. Гнесиных на факультете «Актёр музыкального театра» (курс Г. Е. Гурвича) в 2000 году. Во время обучения начал заниматься озвучиванием аудиокниг и рекламных роликов. Является рекламным голосом многих коммерческих брендов.
В 2003—2004 годах работал ди-джеем на радио «Юность».
С 2004 по 2006 год — ведущий радио «Энергия», представлял топ-парад вместе с мультипликационным персонажем Масяней.
С 2006 по 2022 год — диджей и ведущий музыкальных программ на радио «Европа Плюс».
С 2024 года — голос радиостанции Like FM.
В 2009 году стал победителем ежегодной национальной премии «Радиомания» в номинации «Лучший радио диджей».
С февраля 2008 года — бренд-войс телеканала ТНТ, заменив Всеволода Кузнецова. Озвучивает анонсы программ, фильмов, сериалов и мультфильмов, голос проектов «Такое кино», «Сокровища Императора», «Музыкальная интуиция», «Фабрика звёзд».
Жена — Анна Полищук, у пары есть сын.

## Награды
- Радиомания (2009) — лучший радио диджей года[8]

## Озвучивание
- 2009 — Наша Маша и волшебный орех — Гоша